# What We Saw from the Cheap Seats
What We Saw from the Cheap Seats — шестой студийный альбом американской певицы и пианистки Регины Спектор, вышедший в 2012 году.

## Об альбоме
21 ноября 2011 года Спектор написала на своей странице в Facebook, что альбом был записан с Майком Элизондо в Лос-Анджелесе летом 2011 года и, как ожидается, будет выпущен 29 мая 2012 года. Альбом представляет собой сборник нового материала вместе с ранними студийными записями нескольких старых песен Спектор, которые она исполняла вживую. Первый сингл альбома, «All the Rowboats», появился в сети 27 февраля 2012 года и на следующий день стал доступен для цифровой дистрибуции. Он звучал в 16 эпизоде телесериала «Двойник»..
Второй сингл альбома, «Don’t Leave Me (Ne me quitte pas)», является обновленной версией песни «Ne me quitte pas» с альбома Спектор «Songs», выпущенного в 2002 году.
В deluxe-издание были включены 2 песни Булата Окуджавы: «Молитва» и «Старый пиджак». По признанию Регины «Раньше я не пела русских песен. Хотела петь, но не чувствовала их. Только в последний год они стали появляться у меня на концертах».

## Список композиций
Все песни, за исключением отмеченных, написаны самой Спектор.
| №                   | Название                            | Длительность |
| ------------------- | ----------------------------------- | ------------ |
| 1.                  | «Small Town Moon»                   | 3:02         |
| 2.                  | «Oh Marcello»                       | 2:38         |
| 3.                  | «Don’t Leave Me (Ne me quitte pas)» | 3:39         |
| 4.                  | «Firewood»                          | 4:55         |
| 5.                  | «Patron Saint»                      | 3:40         |
| 6.                  | «How»                               | 4:48         |
| 7.                  | «All the Rowboats»                  | 3:34         |
| 8.                  | «Ballad of a Politician»            | 2:13         |
| 9.                  | «Open»                              | 4:30         |
| 10.                 | «The Party»                         | 2:28         |
| 11.                 | «Jessica»                           | 1:44         |
| Общая длительность: | Общая длительность:                 | 37:18        |

Бонус-треки в версии Deluxe edition
| №                   | Название                                  | Автор(ы)                    | Длительность |
| ------------------- | ----------------------------------------- | --------------------------- | ------------ |
| 12.                 | «Call Them Brothers» (featuring Only Son) | Jack Dishel, Регина Спектор | 3:07         |
| 13.                 | «The Prayer of François Villon (Молитва)» | Булат Окуджава              | 3:33         |
| 14.                 | «Old Jacket (Старый пиджак)»              | Булат Окуджава              | 2:04         |
| Общая длительность: | Общая длительность:                       | Общая длительность:         | 46:03        |